# Inhambupe (ort)
Inhambupe är en ort i Brasilien.   Den ligger i kommunen Inhambupe och delstaten Bahia, i den östra delen av landet, 1 100 km öster om huvudstaden Brasília. Inhambupe ligger 169 meter över havet och antalet invånare är 14 735.
Terrängen runt Inhambupe är huvudsakligen platt. Inhambupe ligger nere i en dal.
Omgivningarna runt Inhambupe är huvudsakligen savann. Runt Inhambupe är det ganska glesbefolkat, med 26 invånare per kvadratkilometer.